# Pływak i Pływaczka Roku
Nagroda dla najlepszego Pływaka i Pływaczki Roku na Świecie (ang. Swimming World Swimmers of the Year) przyznawana jest corocznie od 1966 roku przez magazyn Swimming World Magazine. W roku 1964 nagroda nie była przyznawana pływaczkom. 
Pierwszym zwycięzca był Don Schollander, a zwyciężczynią Martha Randall.
Obok tej nagrody zostają przyznawane tytuły dla najlepszego Pływaka i Pływaczki w Europie, Afryce, Azji i Oceanii oraz w Ameryce Północnej i Południowej.
Przyznaje się również nagrodę dla najlepszych pływaków na otwartym akwenie.

## Zwycięzcy

### Świat
| Rok  | Mężczyźni                 | Kobiety                           |
| ---- | ------------------------- | --------------------------------- |
| 1964 | Don Schollander           | nie przyznano                     |
| 1965 | Dick Roth                 | Martha Randall                    |
| 1966 | Mike Burton               | Claudia Kolb                      |
| 1967 | Mark Spitz                | Debbie Meyer                      |
| 1968 | Charles Hickcox           | Debbie Meyer                      |
| 1969 | Gary Hall Sr.             | Debbie Meyer                      |
| 1970 | Gary Hall Sr.             | Alice Jones                       |
| 1971 | Mark Spitz                | Shane Gould                       |
| 1972 | Mark Spitz                | Shane Gould                       |
| 1973 | Rick DeMont               | Kornelia Ender Novella Calligaris |
| 1974 | Tim Shaw                  | Ulrike Tauber Shirley Babashoff   |
| 1975 | Tim Shaw                  | Kornelia Ender Shirley Babashoff  |
| 1976 | John Naber                | Kornelia Ender Shirley Babashoff  |
| 1977 | Brian Goodell             | Ulrike Tauber Wendy Boglioli      |
| 1978 | Jesse Vassallo            | Tracy Caulkins                    |
| 1979 | Władimir Salnikow         | Cynthia Woodhead                  |
| 1980 | Rowdy Gaines              | Petra Schneider Tracy Caulkins    |
| 1981 | Alex Baumann              | Mary T. Meagher                   |
| 1982 | Władimir Salnikow         | Petra Schneider Tracy Caulkins    |
| 1983 | Rick Carey                | Ute Geweniger Tiffany Cohen       |
| 1984 | Alex Baumann              | Kristin Otto Tiffany Cohen        |
| 1985 | Michael Groß              | Mary T. Meagher                   |
| 1986 | Matt Biondi               | Kristin Otto Mary T. Meagher      |
| 1987 | Tamás Darnyi              | Janet Evans                       |
| 1988 | Matt Biondi               | Kristin Otto Janet Evans          |
| 1989 | Michael Barrowman         | Janet Evans                       |
| 1990 | Michael Barrowman         | Janet Evans                       |
| 1991 | Tamás Darnyi              | Krisztina Egerszegi               |
| 1992 | Jewgienij Sadowy          | Krisztina Egerszegi               |
| 1993 | Károly Güttler            | Franziska van Almsick             |
| 1994 | Kieren Perkins            | Samantha Riley                    |
| 1995 | Denis Pankratow           | Krisztina Egerszegi               |
| 1996 | Denis Pankratow           | Penelope Heyns                    |
| 1997 | Michael Klim              | Claudia Poll                      |
| 1998 | Ian Thorpe                | Jenny Thompson                    |
| 1999 | Ian Thorpe                | Penelope Heyns                    |
| 2000 | Pieter van den Hoogenband | Inge de Bruijn                    |
| 2001 | Ian Thorpe                | Inge de Bruijn                    |
| 2002 | Ian Thorpe                | Natalie Coughlin                  |
| 2003 | Michael Phelps            | Hannah Stockbauer                 |
| 2004 | Michael Phelps            | Jana Kłoczkowa                    |
| 2005 | Grant Hackett             | Leisel Jones                      |
| 2006 | Michael Phelps            | Leisel Jones                      |
| 2007 | Michael Phelps            | Laure Manaudou                    |
| 2008 | Michael Phelps            | Stephanie Rice                    |
| 2009 | Michael Phelps            | Federica Pellegrini               |
| 2010 | Ryan Lochte               | Rebecca Soni                      |
| 2011 | Ryan Lochte               | Rebecca Soni                      |
| 2012 | Michael Phelps            | Melissa Franklin                  |
| 2013 | Sun Yang                  | Katie Ledecky                     |
| 2014 | Kōsuke Hagino             | Katie Ledecky                     |
| 2015 | Adam Peaty                | Katie Ledecky                     |
| 2016 | Michael Phelps            | Katie Ledecky                     |
| 2017 | Caeleb Dressel            | Sarah Sjöström                    |
| 2018 | Adam Peaty                | Katie Ledecky                     |
| 2019 | Caeleb Dressel            | Regan Smith                       |

### Europa
| Rok  | Mężczyźni                 | Kobiety                             |
| ---- | ------------------------- | ----------------------------------- |
| 1980 | Władimir Salnikow         | Petra Schneider Swietłana Warganowa |
| 1981 | Sándor Wladár             | Ute Geweniger Carmen Bunaciu        |
| 1982 | Michael Groß              | Cornelia Sirch Annemarie Verstappen |
| 1983 | Michael Groß              | Ute Geweniger Conny van Bentum      |
| 1984 | Michael Groß              | Kristin Otto Łarisa Biełokon        |
| 1985 | Michael Groß              | Silke Hörner Tanja Bogomiłowa       |
| 1986 | Michael Groß              | Kristin Otto Tanja Bogomiłowa       |
| 1987 | Tamás Darnyi              | Silke Hörner Noemi Lung             |
| 1988 | Tamás Darnyi              | Kristin Otto Krisztina Egerszegi    |
| 1989 | Giorgio Lamberti          | Anke Möhring Krisztina Egerszegi    |
| 1990 | Adrian Moorhouse          | Krisztina Egerszegi                 |
| 1991 | Tamás Darnyi              | Krisztina Egerszegi                 |
| 1992 | Jewgienij Sadowy          | Krisztina Egerszegi                 |
| 1993 | Károly Güttler            | Franziska van Almsick               |
| 1994 | Aleksandr Popow           | Franziska van Almsick               |
| 1995 | Denis Pankratow           | Krisztina Egerszegi                 |
| 1996 | Denis Pankratow           | Michelle de Bruin                   |
| 1997 | Emiliano Brembilla        | Ágnes Kovács                        |
| 1998 | Denys Syłantiew           | Ágnes Kovács                        |
| 1999 | Pieter van den Hoogenband | Inge de Bruijn                      |
| 2000 | Pieter van den Hoogenband | Inge de Bruijn                      |
| 2001 | Roman Słudnow             | Inge de Bruijn                      |
| 2002 | Pieter van den Hoogenband | Franziska van Almsick               |
| 2003 | Aleksandr Popow           | Hannah Stockbauer                   |
| 2004 | Pieter van den Hoogenband | Jana Kłoczkowa                      |
| 2005 | László Cseh               | Otylia Jędrzejczak                  |
| 2006 | László Cseh               | Laure Manaudou                      |
| 2007 | Mateusz Sawrymowicz       | Laure Manaudou                      |
| 2008 | Alain Bernard             | Rebecca Adlington                   |
| 2009 | Paul Biedermann           | Federica Pellegrini                 |
| 2010 | Camille Lacourt           | Federica Pellegrini                 |
| 2011 | Alexander Dale Oen        | Federica Pellegrini                 |
| 2012 | Yannick Agnel             | Ranomi Kromowidjojo                 |
| 2013 | Dániel Gyurta             | Katinka Hosszú                      |
| 2014 | Adam Peaty                | Katinka Hosszú                      |
| 2015 | Adam Peaty                | Sarah Sjöström                      |
| 2016 | Adam Peaty                | Katinka Hosszú                      |
| 2017 | Adam Peaty                | Sarah Sjöström                      |
| 2018 | Adam Peaty                | Sarah Sjöström                      |
| 2019 | Adam Peaty                | Katinka Hosszú                      |

### Azja i Oceania
| Rok  | Mężczyźni       | Kobiety           |
| ---- | --------------- | ----------------- |
| 1995 | Scott Miller    | Susie O’Neill     |
| 1996 | Danyon Loader   | Le Jingyi         |
| 1997 | Michael Klim    | Samantha Riley    |
| 1998 | Ian Thorpe      | Susie O’Neill     |
| 1999 | Ian Thorpe      | Susie O’Neill     |
| 2000 | Ian Thorpe      | Susie O’Neill     |
| 2001 | Ian Thorpe      | Petria Thomas     |
| 2002 | Ian Thorpe      | Petria Thomas     |
| 2003 | Kōsuke Kitajima | Leisel Jones      |
| 2004 | Ian Thorpe      | Jodie Henry       |
| 2005 | Grant Hackett   | Leisel Jones      |
| 2006 | Park Tae-hwan   | Leisel Jones      |
| 2007 | Kōsuke Kitajima | Lisbeth Trickett  |
| 2008 | Kōsuke Kitajima | Stephanie Rice    |
| 2009 | Zhang Lin       | Jessicah Schipper |
| 2010 | Kōsuke Kitajima | Alicia Coutts     |
| 2011 | Sun Yang        | Ye Shiwen         |
| 2012 | Sun Yang        | Ye Shiwen         |
| 2013 | Sun Yang        | Cate Campbell     |
| 2014 | Kōsuke Hagino   | Cate Campbell     |
| 2015 | Mitch Larkin    | Emily Seebohm     |
| 2016 | Kōsuke Hagino   | Rie Kanetō        |
| 2017 | Sun Yang        | Emily Seebohm     |
| 2018 | Sun Yang        | Cate Campbell     |
| 2019 | Daiya Seto      | Ariarne Titmus    |

### Afryka
| Rok  | Mężczyźni                              | Kobiety             |
| ---- | -------------------------------------- | ------------------- |
| 2004 | Roland Schoeman                        | Kirsty Coventry     |
| 2005 | Roland Schoeman                        | Kirsty Coventry     |
| 2006 | Roland Schoeman                        | Suzaan van Biljon   |
| 2007 | Roland Schoeman                        | Kirsty Coventry     |
| 2008 | Oussama Mellouli                       | Kirsty Coventry     |
| 2009 | Oussama Mellouli Cameron van der Burgh | Kirsty Coventry     |
| 2010 | Cameron van der Burgh                  | Mandy Loots         |
| 2011 | Cameron van der Burgh                  | Kirsty Coventry     |
| 2012 | Chad le Clos                           | Kirsty Coventry     |
| 2013 | Chad le Clos                           | Karin Prinsloo      |
| 2014 | Chad le Clos                           | Karin Prinsloo      |
| 2015 | Chad le Clos                           | Kirsty Coventry     |
| 2016 | Chad le Clos                           | Kirsty Coventry     |
| 2017 | Chad le Clos                           | Farida Osman        |
| 2018 | Chad le Clos                           | Tatjana Schoenmaker |
| 2019 | Chad le Clos                           | Tatjana Schoenmaker |

### Ameryka
| Rok  | Mężczyźni                          | Kobiety                    |
| ---- | ---------------------------------- | -------------------------- |
| 1980 | Mike Bruner                        | Tracy Caulkins             |
| 1981 | Craig Beardsley                    | Tracy Caulkins             |
| 1982 | Steve Lundquist                    | Tracy Caulkins             |
| 1983 | Rick Carey                         | Tiffany Cohen              |
| 1984 | Pablo Morales                      | Tracy Caulkins             |
| 1985 | Matt Biondi                        | Mary T. Meagher            |
| 1986 | Matt Biondi                        | Betsy Mitchell             |
| 1987 | David Wharton                      | Janet Evans                |
| 1988 | Matt Biondi                        | Janet Evans                |
| 1989 | Michael Barrowman                  | Janet Evans                |
| 1990 | Michael Barrowman                  | Janet Evans                |
| 1991 | Michael Barrowman                  | Janet Evans                |
| 1992 | Michael Barrowman                  | Summer Sanders             |
| 1993 | Eric Namesnik                      | Jenny Thompson             |
| 1994 | Tom Dolan                          | Allison Wagner             |
| 1995 | Tom Dolan                          | Amy Van Dyken              |
| 1996 | sztafeta 4 × 100 m stylem zmiennym | Amy Van Dyken              |
| 1997 | Lenny Krayzelburg                  | Kristine Quance            |
| 1998 | Lenny Krayzelburg                  | Jenny Thompson             |
| 1999 | Lenny Krayzelburg                  | Jenny Thompson             |
| 2000 | Lenny Krayzelburg Tom Dolan        | Brooke Bennett             |
| 2001 | Michael Phelps                     | Natalie Coughlin           |
| 2002 | Michael Phelps                     | Natalie Coughlin           |
| 2003 | Michael Phelps                     | Amanda Beard               |
| 2004 | Michael Phelps                     | Amanda Beard               |
| 2005 | Aaron Peirsol                      | Katie Hoff                 |
| 2006 | Michael Phelps                     | Katie Hoff                 |
| 2007 | Michael Phelps                     | Katie Hoff                 |
| 2008 | Michael Phelps                     | Natalie Coughlin           |
| 2009 | Michael Phelps                     | Ariana Kukors Rebecca Soni |
| 2010 | Ryan Lochte                        | Rebecca Soni               |
| 2011 | Ryan Lochte                        | Rebecca Soni               |
| 2012 | Michael Phelps                     | Rebecca Soni               |
| 2013 | Ryan Lochte                        | Katie Ledecky              |
| 2014 | Tyler Clary Ryan Cochrane          | Katie Ledecky              |
| 2015 | Michael Phelps                     | Katie Ledecky              |
| 2016 | Michael Phelps                     | Katie Ledecky              |
| 2017 | Caeleb Dressel                     | Katie Ledecky              |
| 2018 | Chase Kalisz                       | Katie Ledecky              |
| 2019 | Caeleb Dressel                     | Regan Smith                |

### Pływanie długodystansowe (otwarty akwen)
| Rok  | Mężczyźni                     | Kobiety               |
| ---- | ----------------------------- | --------------------- |
| 2005 | Thomas Lurz Chip Peterson     | Edith van Dijk        |
| 2006 | Thomas Lurz                   | Łarisa Ilczenko       |
| 2007 | Władimir Diatczin             | Łarisa Ilczenko       |
| 2008 | Maarten van der Weijden       | Łarisa Ilczenko       |
| 2009 | Thomas Lurz                   | Keri-Anne Payne       |
| 2010 | Valerio Cleri                 | Martina Grimaldi      |
| 2011 | Thomas Lurz Spiridon Janiotis | Keri-Anne Payne       |
| 2012 | Oussama Mellouli              | Éva Risztov           |
| 2013 | Thomas Lurz                   | Poliana Okimoto       |
| 2014 | Andrew Gemmell                | Sharon van Rouwendaal |
| 2015 | Jordan Wilimovsky             | Aurélie Muller        |
| 2016 | Ferry Weertman                | Sharon van Rouwendaal |
| 2017 | Ferry Weertman                | Aurélie Muller        |
| 2018 | Kristóf Rasovszky             | Sharon van Rouwendaal |
| 2019 | Florian Wellbrock             | Ana Marcela Cunha     |